# Restaurangholmen
Restaurangholmen är en bebodd ö vid Hotellviken i Saltsjöbaden. Från 2015 räknade SCB ön som en separat småort, men vid avgränsningen 2020 klassades bebyggelsen som en del av tätorten Saltjöbaden.
Före 1890-talet hette ön Nedergårdsholmen och tillhörde ett av hemmanen i Neglinge by. K.A. Wallenberg och hans kompanjoner lät sedan som en del av en stor lyxsemesteranläggning uppföra den stora Grand Restaurant på holmen, en pendang till Grand Hotel Saltsjöbaden på andra sidan viken. Därtill fanns här det mindre Sommarhotellet och Saltsjöbadens friluftsbad. Namnet Saltsjöbaden uppfanns för att marknadsföra denna satsning. Idag återstår av Wallenbergs anläggning bara de båda badhusen och Oscar II:s förgyllda namnteckning på en klipphäll vid broarna till ön.
I början av 2000-talet antog Nacka kommun en detaljplan som tillåter bostäder på holmen. Åren 2006-2008 uppfördes fem huskroppar i tre våningar, varav fyra är för bostadsändamål med totalt 30 lägenheter och en är en rehabiliteringsanläggning. Anläggningen projekterades av RehabLiving och byggdes av JM, som även renoverade badhusen och broarna. Vid en av broarna restes 2010 Peter Lindes byst i brons av Alice Babs. I januari 2012 byggnadsminnesförklarade länsstyrelsen badhusen.
Lokalgatan på Restaurangholmen heter Torben Gruts väg, uppkallad efter arkitekten som 1925 ritade herrbadet.

## Bilder

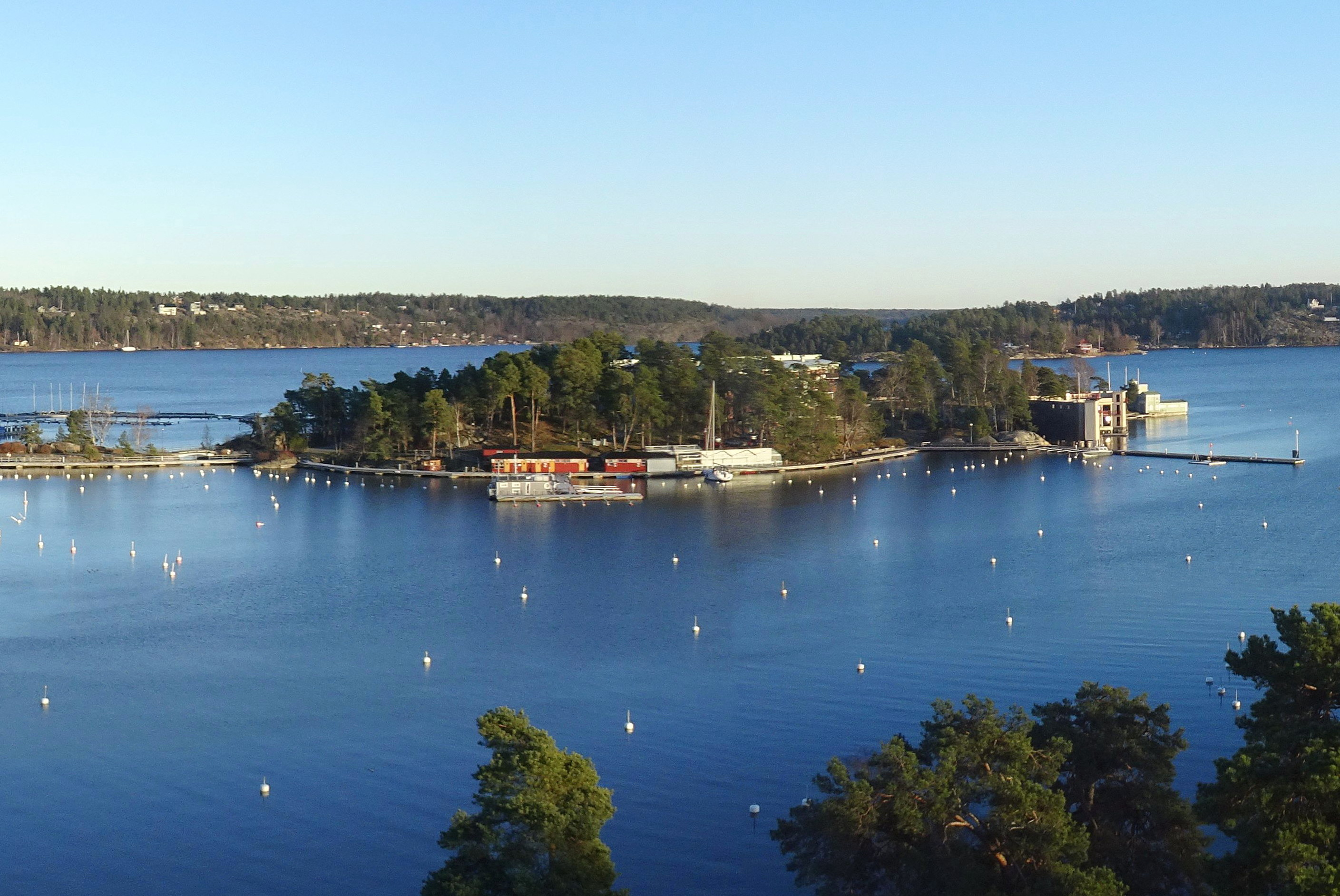
Restaurangholmen, 2015.
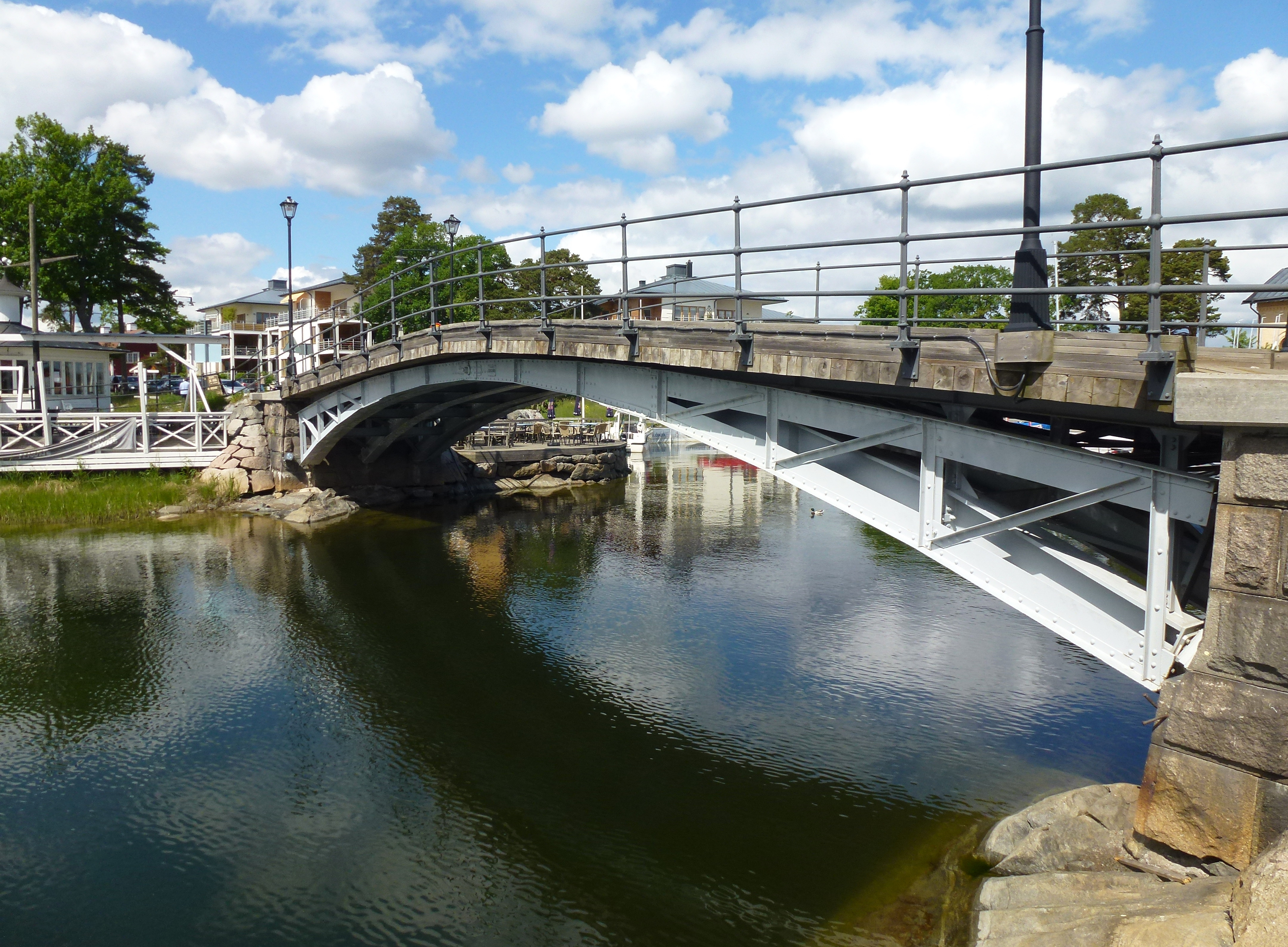
Bron till Restaurangholmen, 2013.

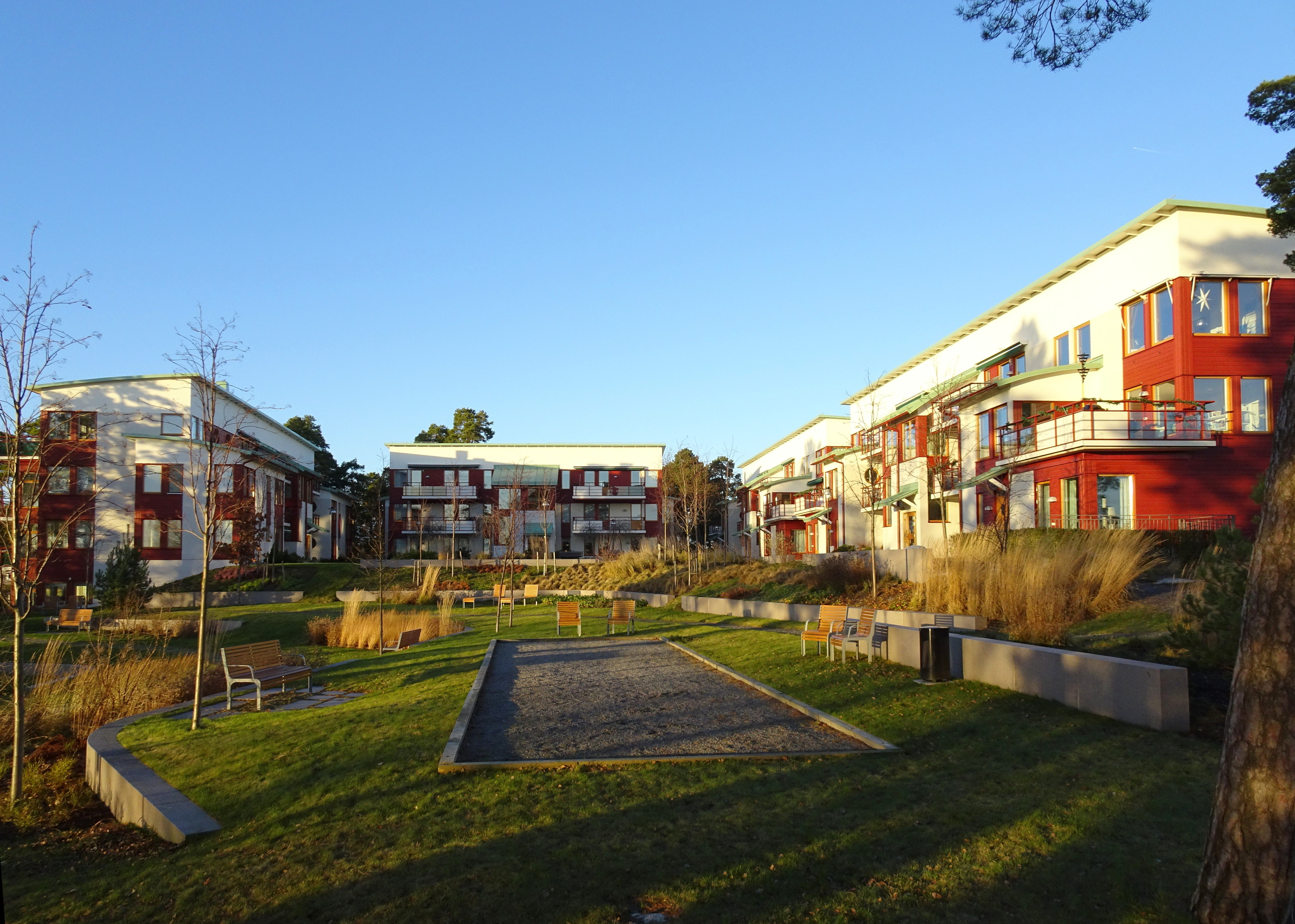
Bostadshusen uppförda 2006–2008.
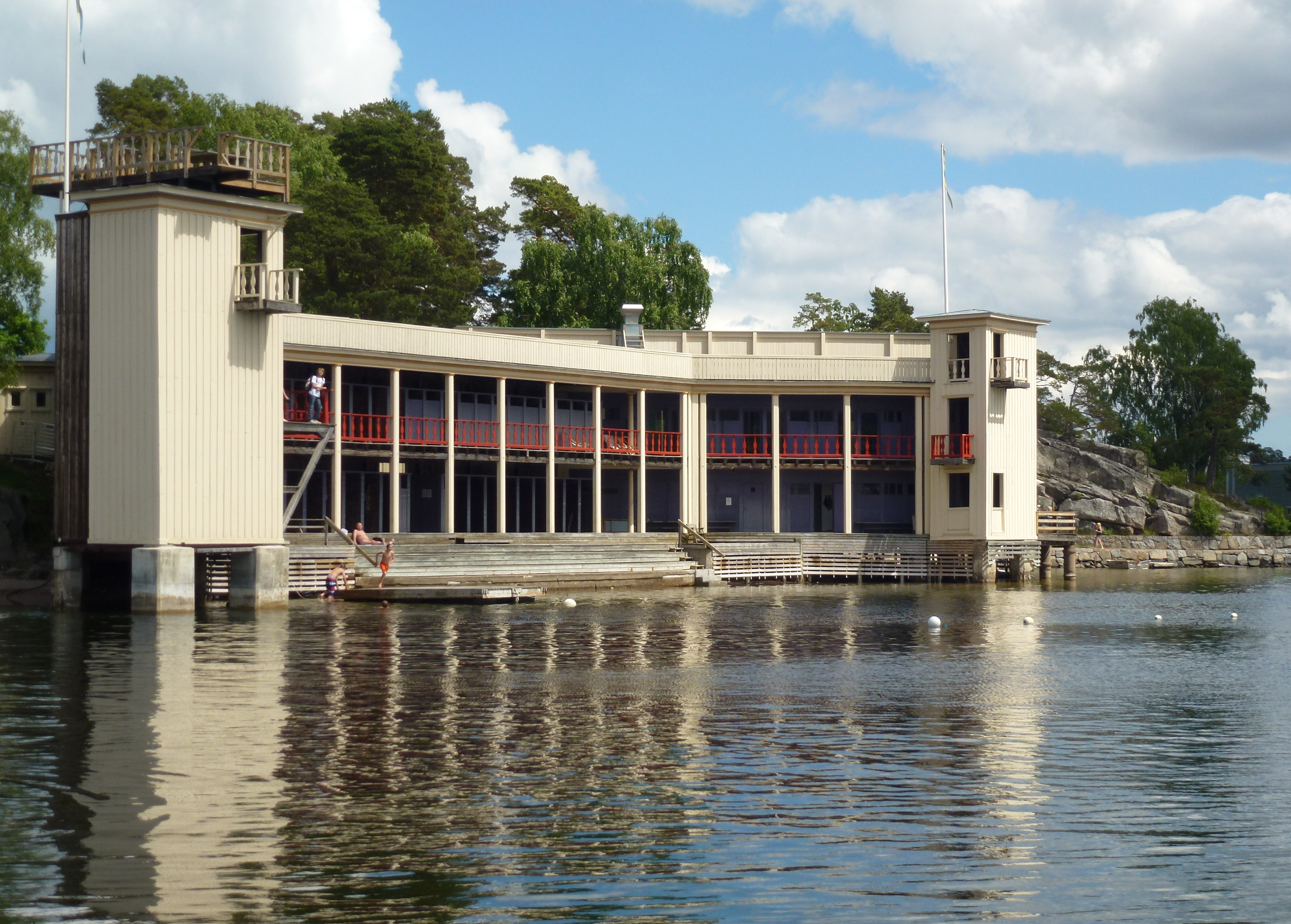
Herrbadet 2013.
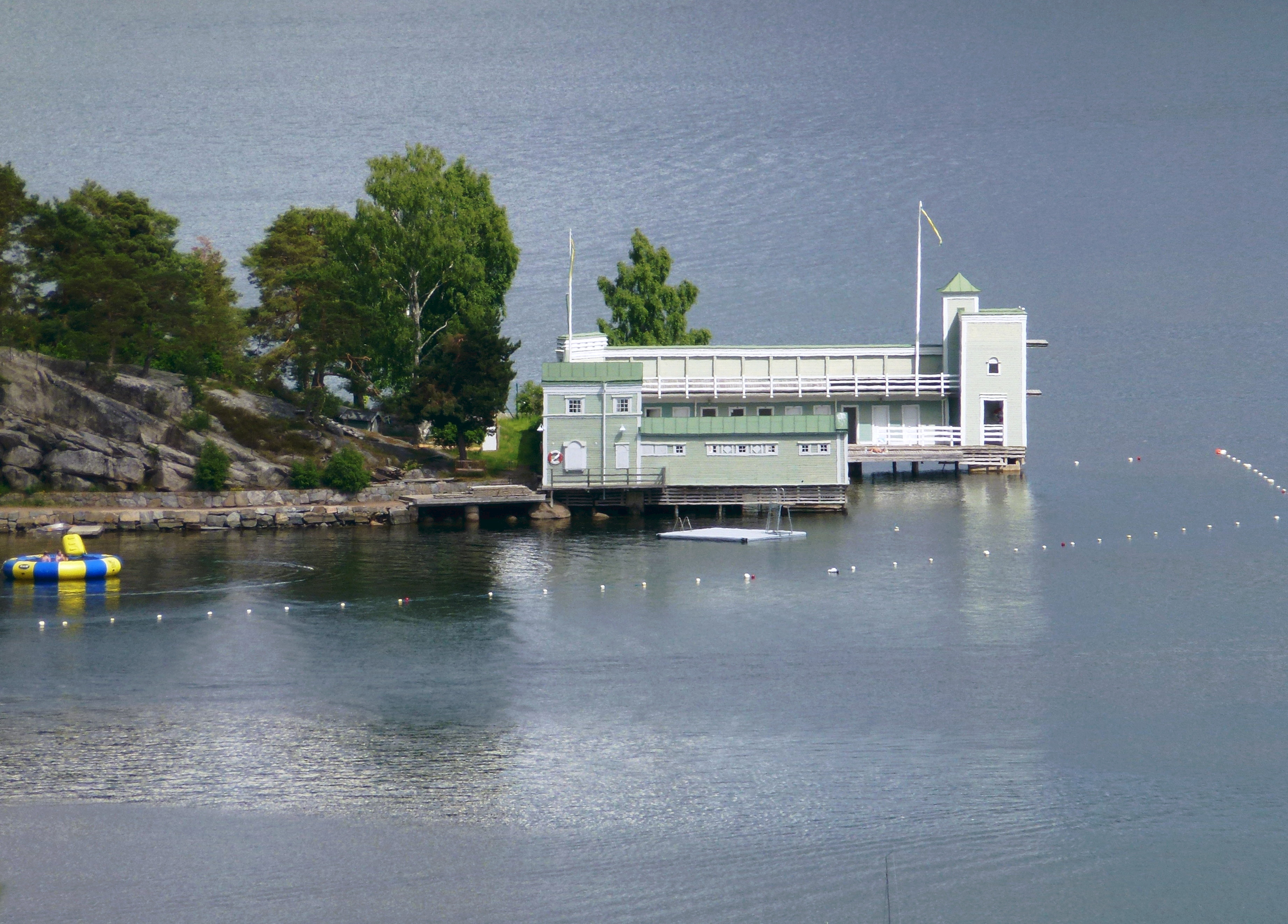
Dambadet 2013.
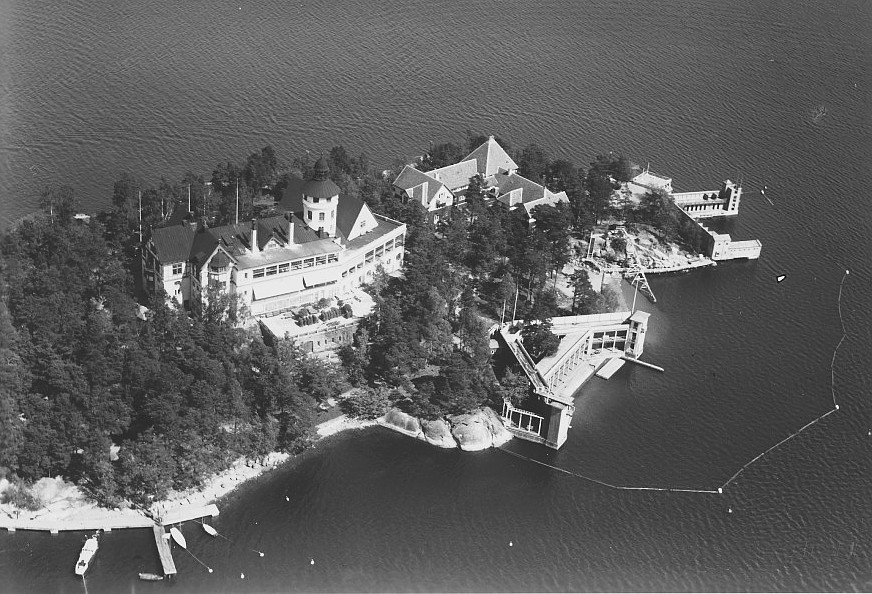
Grand Restaurant, Sommarhotellet och baden från luften 1936.